# Eumichtis grisea
Eumichtis grisea là một loài bướm đêm trong họ Noctuidae.